# Амакинская геологоразведочная экспедиция

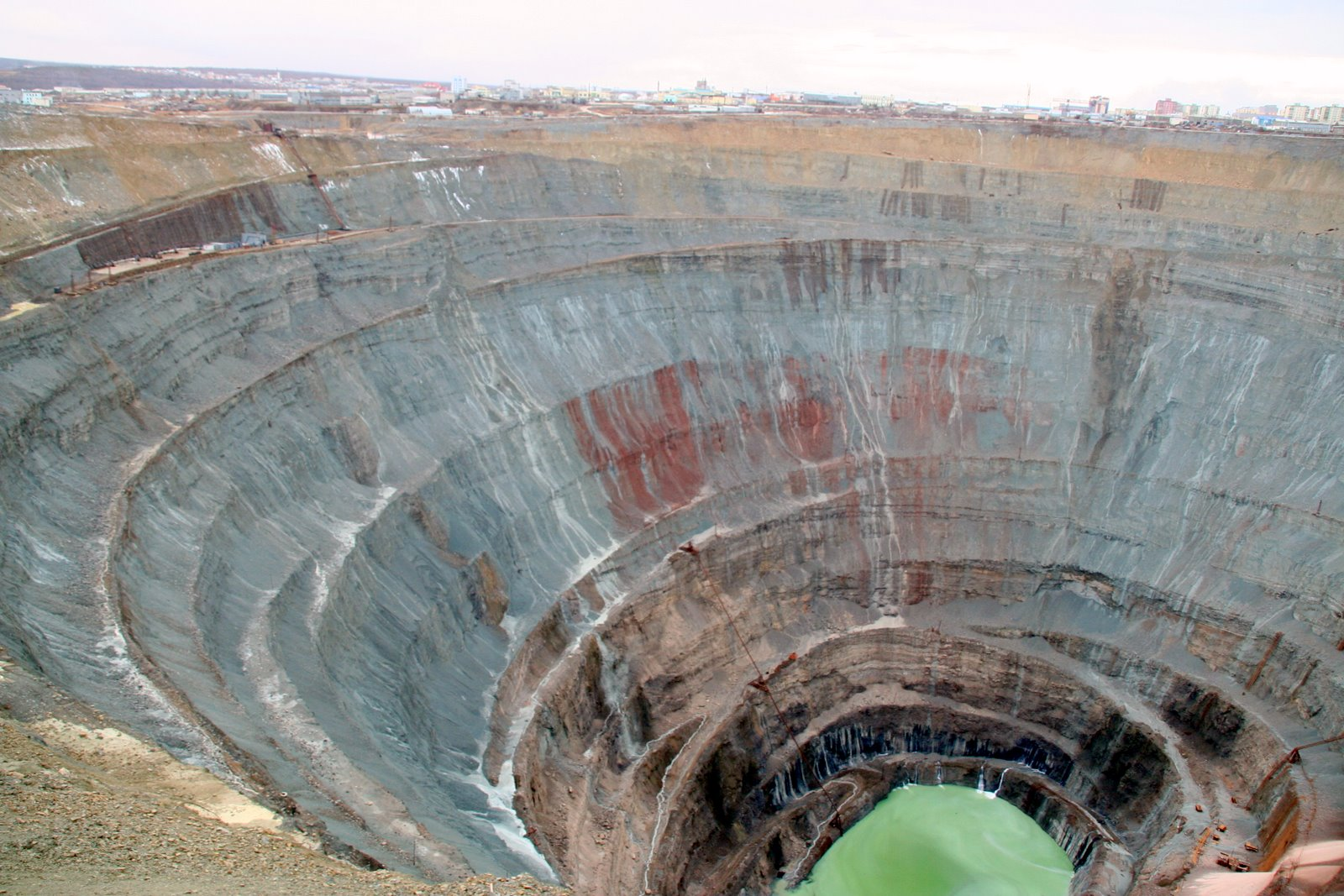
Кимберлитовая алмазная трубка «Мир»

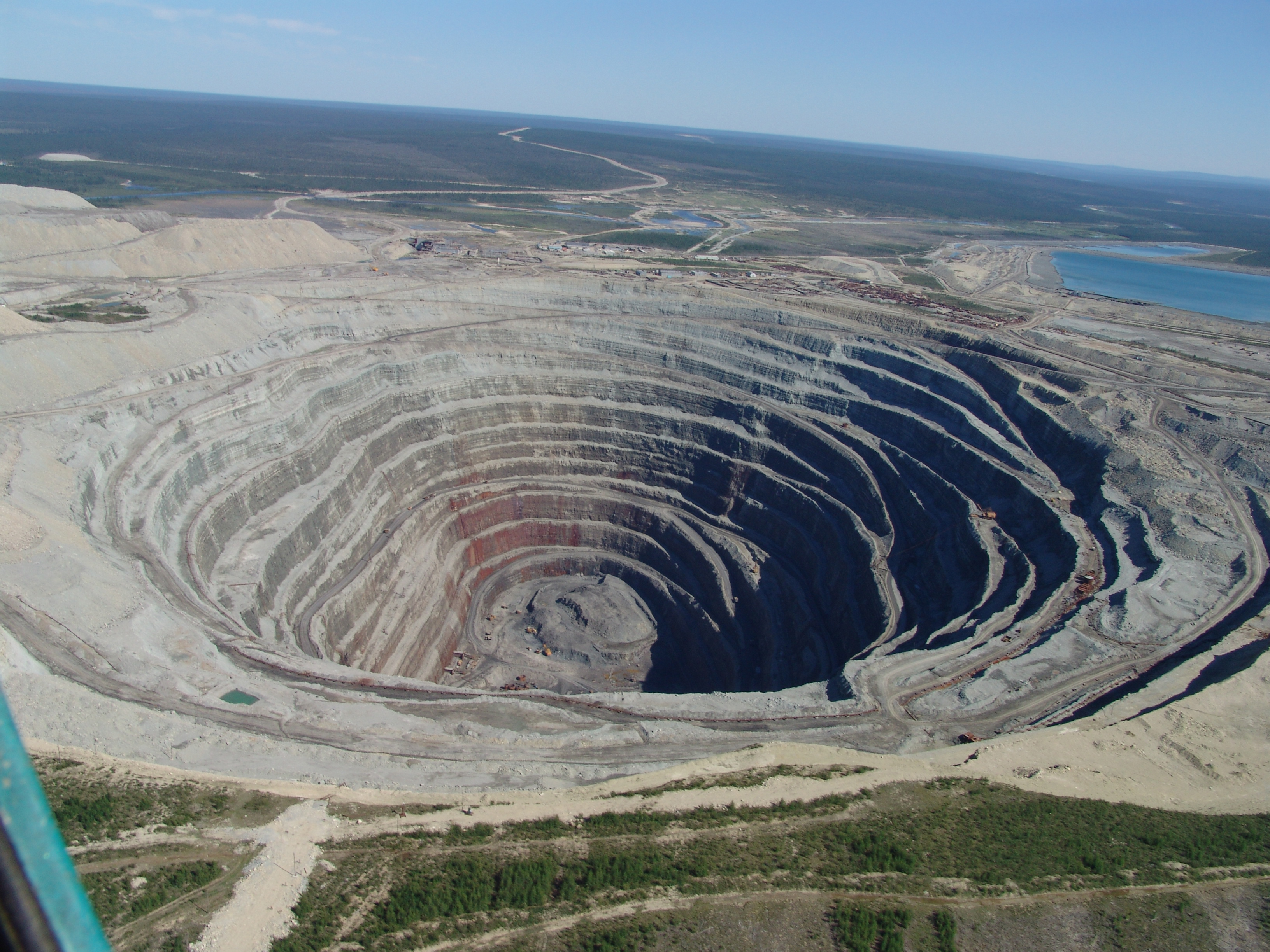
Вид трубки «Удачная» с вертолёта.

Амакинская гео̀логоразве́дочная экспеди́ция — организация для широкомасштабных работ на территории Якутии, проводящая поиски и детализацию алмазных месторождений. Основные партии экспедиции базируются в посёлках Айхал и Удачный.

## История
Экспедиция является правопреемницей Тунгусской экспедиции, которая с 17 марта 1949 года была переименована в Амакинскую (эвенк. ама̄ка̄ — медведь).
В 1949 году Вилюйская поисковая партия под руководством Г. Х. Файнштейна провела обследование бассейна реки Вилюй, где 7 августа в шести километрах вверх от села Крестях (Сунтарский улус) на Соколиной косе был найден первый алмаз, после этой находки экспедиция разведала многие алмазные месторождения.
В январе 1950 года Амакинская экспедиция приобрела общесоюзный статус, центр экспедиции переместился в Иркутск. С 1953 правление экспедиции переместилось в посёлок Нюрба. Поисковые работы велись преимущественно в Западной Якутии. Однако до 1953 года следов кимберлитовых трубок обнаружено не было.
Фактически, первое месторождение — «Зарница» — было открыто Ларисой Попугаевой по методу, созданному ей вместе с Наталией Сарсадских, но это открытие было присвоено руководством Амакинской экспедиции. На Попугаеву было оказано давление (вплоть до угроз физической расправы) и она написала заявление о приёме в состав экспедиции «задним числом».
В 1955 году были открыты крупнейшие месторождения алмазов: кимберлитовые трубки «Мир», «Удачная», «Сытыканская». Было также выявлено два крупных алмазоносных района — Малоботуобинский и Далдыно-Алакитский. В 1956 году было открыто Верхнемунское алмазоносное поле.
Успехи экспедиции привели к созданию специального Якутского территориального геологического управления.
В 1960 году была открыта кимберлитовая трубка «Айхал». В шестидесятые годы были открыты россыпи алмазов на реках Молодо и Эбелях. В 1974 году была открыта кимберлитовая трубка «Комсомольская», а в 1975 году — кимберлитовая трубка «Юбилейная».
В 1992 году Якутское территориальное геологическое управление было ликвидировано и экспедиция вошла в состав производственно-научного объединения «Якуталмаз» (позднее — акционерной компании «АЛРОСА»), за счет слияния экспедиция смогла сохранить заказы и специалистов.
В 1995—2006 годах экспедиция выявила более 100 кимберлитовых трубок в Анабарском алмазоносном районе, в 2003—2008 годах было открыто девять новых кимберлитовых трубок в Алакит-Мархинском и Далдынском кимберлитовых полях.
В 2017 году на основе Ботуобинской, Амакинской экспедиций и Научно-исследовательского геологического предприятия организована Вилюйская геологоразведочная экспедиция.

## Структура
В настоящее время в экспедиции работает около 1000 человек.
Основные подразделения экспедиции базируются в поселке Айхал:
- Айхальская геологоразведочная партия, включает 13 буровых бригад, занимается разведкой и поисками коренных месторождений алмазов в Далдыно-Алакитском и Муно-Тюнгском алмазоносных районах.
- Удачнинская геологоразведочная партия, базируется в поселке Полярный (в составе города Удачный), включает 7 буровых бригад, ведущих буровые работы в Далдыно-Алакитском алмазоносном районе.
- Северная партия геофизических исследований скважин исследует скважины по всем районам буровых работ экспедиции.
- Наземная геофизическая партия, ведет наземные геофизические работы (магниторазведку, гравиразведку, электроразведку) и топографические работы в Далдыно-Алакитском и других алмазоносных районах.
- Оленёкская поисковая партия, ведет поисковые работы в Приленском и Муно-Тюнгском алмазоносном районах.
- Аэрогеофизическая партия, ведет аэрогеофизическую съемку в Муно-Тюнгском, Приленском и Анабарском алмазоносных районах Якутии и в северо-западном регионе РФ (Архангельская обл. и Карелия).

Дополнительно в экспедиции работают тематическая партия, партия петрофизических исследований, полевая аналитическая лаборатория, база подготовки, технического обслуживания и комплектации.

### Руководители экспедиции (по году назначения)
| - 1949 — Сафьянников, Иннокентий Иванович - 1950 — Кузьмин, Прокопий Кузьмич - 1952 — Жерехов, Василий Иванович - 1953 — Корешков, Борис Яковлевич - 1954 — Бондаренко, Михаил Нестерович - 1959 — Чумак, Михаил Александрович - 1969 — Побережский, Владимир Александрович | - 1980 — Кривонос, Валентин Филиппович - 1986 — Мещанчук, Владимир Евлогиевич - 1987 — Бойко, Григорий Дмитриевич - 1994 — Лихтаров, Дмитрий Захарович - 1997 — Мишенин, Сергей Григорьевич - 2008 — Звягинцев, Александр Михайлович - 2013 — Павленко, Иван Яковлевич |

## Память
- Амакинит[англ.] (Fe(OH)2) — минерал группы брусита, назван в честь Амакинской экспедиции, участвовавшей в открытии алмазов в Якутии[4][5].
- В честь Амакинской геологоразведочной экспедиции, занимавшейся поисками алмазов в Восточно-Сибирском регионе, алмазу весом 56,80 карат, добытому 27 апреля 1991 года из кимберлитов трубки «Удачная», присвоено имя «Амакинская экспедиция»[6].
- В честь золотого юбилея Амакинской геологоразведочной экспедиции, с которой связана история поисков алмазных месторождений в Западной Якутии, алмазу весом 100,74 карата, добытому 8 января 2000 года из кимберлитов трубки «Юбилейная», присвоено имя «50 лет Амакинской экспедиции»[7][8].